# Rave & Roses
Albums de Rema
Rema Compilation
(2020)
Singles
1. Soundgasm
Sortie : 10 juin 2021
2. Calm Down
Sortie : 11 février 2022
3. FYN
Sortie : 11 mars 2022

Rave & Roses est le premier album studio du chanteur nigérian Rema. Il est sorti le 25 mars 2022 sous les labels Jonzing World et Mavin Records. L'album inclut des apparitions invitées de 6lack, Chris Brown, AJ Tracey et Yseult.

## Contexte
En mai 2021, Rema a annoncé qu'il appellerait son son "Afrorave", un sous-genre d'Afrobeats aux influences de la musique arabe et indienne, affirmant que "mon album scelle cette affirmation pour de bon",. Dans une interview, Rema a discuté de l'importance de l'album pour lui en disant "une bouffée d'air frais pour lui en tant qu'artiste".

## Enregistrement et réalisation
Rema a enregistré la majorité de l'album à Benin City. Il a parlé à NME du processus d'enregistrement en disant : "J'ai cependant puisé dans un espace mental différent pour cet album. En apprenant par des expériences personnelles, je savais que j'avais été poussé dans un espace différent de celui où j'étais auparavant. Comme je suis actuellement à la pointe d'une génération musicale, je sais que l'album va avoir un impact".

## Singles et promotion
Le 10 juin 2021, Rema a sorti le premier single intitulé Soundgasm, avec un clip vidéo. Le 11 février 2022, Rema annonce officiellement la date de sortie de l'album et sort le deuxième single Calm Down,. Le 11 mars 2022, il sort le troisième single FYN avec AJ Tracey.

## Réception critique
Jessica Kariisa de Pitchfork a déclaré que "Rema semble tout aussi confiant et irrépressiblement jeune que jamais". Motolani Alake de Pulse Nigeria a donné à l'album une note de 7,2/10, mais a déclaré que l'album avait des défauts incontournables et qu'il y avait des preuves d'écriture paresseuse. Olayiide Bolaji de The Scoove Africa a également attribué à l'album une note de 7,2/10, mais a noté que si l'album montre l'évolution artistique de Rema, il est prévisible et la plupart des chansons se ressemblent trop.

## Liste des pistes
| Rave & Roses | Rave & Roses                         | Rave & Roses                 | Rave & Roses                           | Rave & Roses | Rave & Roses | Rave & Roses | Rave & Roses | Rave & Roses | Rave & Roses |
| No           | Titre                                | Auteur                       | Producteur(s)                          | Durée        |              |              |              |              |              |
| ------------ | ------------------------------------ | ---------------------------- | -------------------------------------- | ------------ | ------------ | ------------ | ------------ | ------------ | ------------ |
| 1.           | Divine                               | - Divine Ikubor              | Sarz                                   | 3:33         |              |              |              |              |              |
| 2.           | Hold Me (feat. 6lack)                | - Ikubor - Ricardo Valentine | - Dez Wright - Kill September - London | 4:09         |              |              |              |              |              |
| 3.           | Dirty                                | Ikubor                       | - London - Andre Vibez                 | 3:42         |              |              |              |              |              |
| 4.           | Calm Down                            | Ikubor                       | - Andre Vibez - London                 | 3:39         |              |              |              |              |              |
| 5.           | Soundgasm                            | Ikubor                       | - London - Dro - Shanti                | 3:24         |              |              |              |              |              |
| 6.           | Time n Affection (feat. Chris Brown) | - Ikubor - Christopher Brown | - London - 1Mind                       | 3:50         |              |              |              |              |              |
| 7.           | Jo                                   | Ikubor                       | London                                 | 3:07         |              |              |              |              |              |
| 8.           | Mara                                 | Ikubor                       | Andre Vibez                            | 2:58         |              |              |              |              |              |
| 9.           | Love                                 | Ikubor                       | London                                 | 4:10         |              |              |              |              |              |
| 10.          | Addicted                             | Ikubor                       | London                                 | 4:30         |              |              |              |              |              |
| 11.          | Are You There?                       | Ikubor                       | 1Mind                                  | 3:13         |              |              |              |              |              |
| 12.          | FYN (feat. AJ Tracey)                | - Ikubor - Ché Grant         | - Kel-P - KDaGreat                     | 3:27         |              |              |              |              |              |
| 13.          | Oroma Baby                           | Ikubor                       | - London - Altims                      | 3:29         |              |              |              |              |              |
| 14.          | Carry                                | Ikubor                       | - Higo - London                        | 3:42         |              |              |              |              |              |
| 15.          | Wine (feat. Yseult)                  | - Ikubor - Yseult Onguenet   | London                                 | 3:50         |              |              |              |              |              |
| 16.          | Runaway                              | Ikubor                       | London                                 | 4:18         |              |              |              |              |              |
| 59:09        |                                      |                              |                                        |              |              |              |              |              |              |

## Classements
| Classements (2022-2023)       | Meilleure position |
| ----------------------------- | ------------------ |
| Belgique (Wallonie Ultratop)  | 189                |
| Canada (Canadian Albums)      | 17                 |
| Pays-Bas (Mega Album Top 100) | 13                 |
| France (SNEP)                 | 31                 |
| Nigeria (Nigerian Albums)     | 18                 |
| États-Unis (Billboard 200)    | 105                |
| États-Unis (World Albums)     | 2                  |

| Classements (2022) | Position |
| ------------------ | -------- |
| France (SNEP)      | 104      |